# Río Zăbala
El río Zăbala es un curso de agua de la cuenca hidrográfica del Danubio, afluente por la derecha del Putna. Discurre por el este de Rumanía, por el condado de Vrancea.

## Descripción
El curso del río, que riega las comunas de Nereju, Spulber, Paltin y Năruja, termina finalizando cerca de la localidad de Prisaca, al desembocar en el Putna, en la margen derecha del río.